# الفتاة الفنلندية

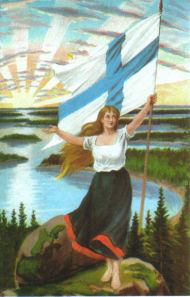
الفتاة الفنلندية على طابع بريد عام 1906.

الفتاة الفنلندية أو فتاة فنلندا ((بالفنلندية: Suomi-neito)‏، (بالسويدية: Finlands mö)‏) هي التجسيد الوطني لفنلندا. أستعملت كرمز مقاومة ضد الاحتلال الروسي لفنلندا، ذكرت في أشعار ساكريس توبيليوس وفي لوحات الرسام والتر رونبيرغ.